# Grande ferrovia centrale crimeana

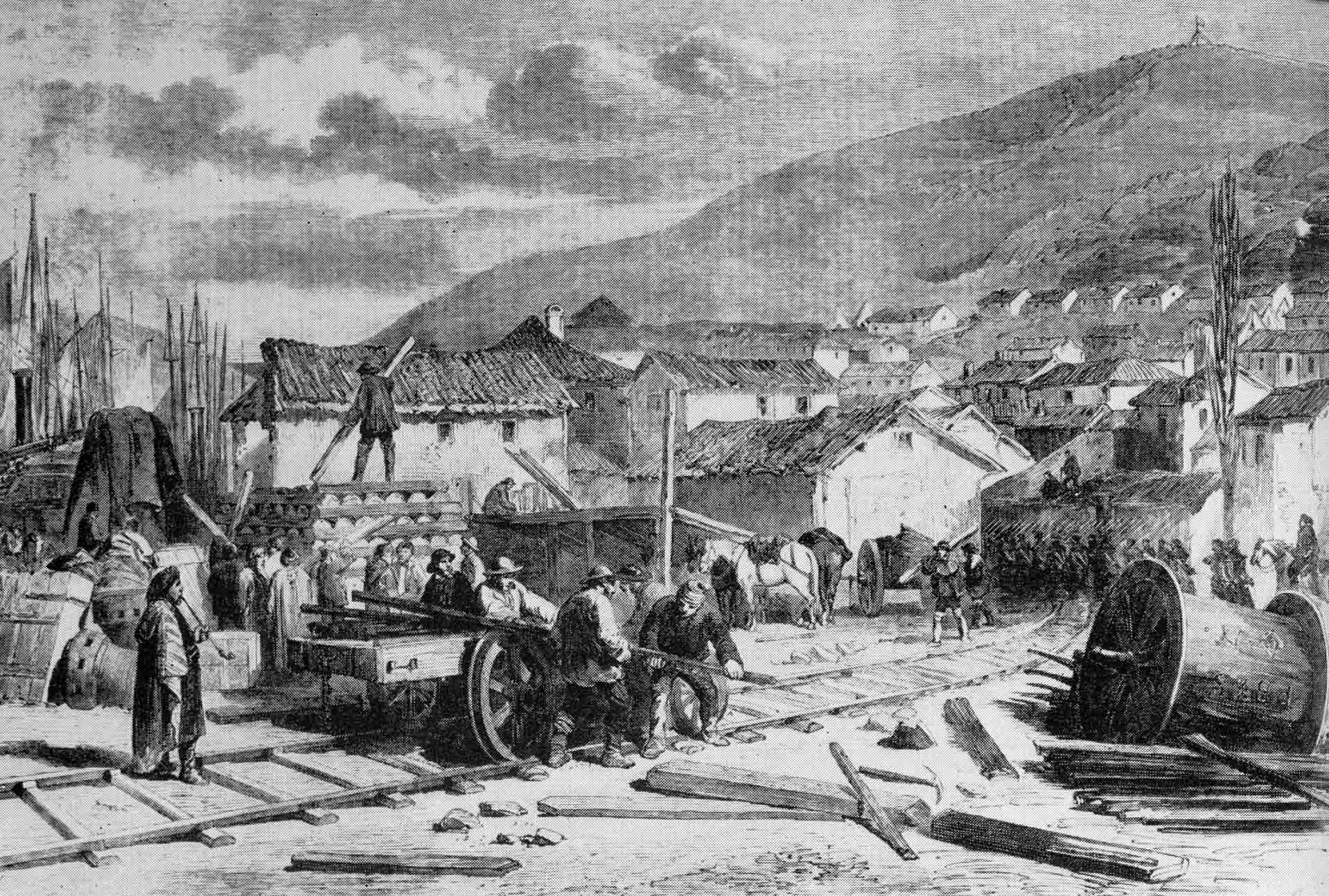
Marinai al lavoro sulla ferrovia crimeana

La Grande ferrovia centrale crimeana fu una ferrovia militare costruita nel 1855 durante la guerra di Crimea dalla Gran Bretagna. Essa venne costruita nell'intento di fornire munizioni e provviste ai soldati alleati, impegnati nell'assedio di Sebastopoli, che erano di stanza sull'altopiano tra Balaklava e Sebastopoli. Su tale linea ferroviaria viaggiò anche il primo treno ospedale della storia.
La ferrovia venne costruita in economia e senza alcun contratto da un consorzio di appaltatori ferroviari inglesi capeggiati da Samuel Morton Peto. Dopo tre settimane dall'arrivo della flotta che trasportava materiali e uomini, entrò in funzione, e dopo sole sette settimane la lunghezza dei binari raggiungeva già gli 11 km. La ferrovia giocò un ruolo fondamentale nel successo dell'assedio.
Al termine della guerra venne venduta o in parte smantellata

## L'inizio dell'assedio

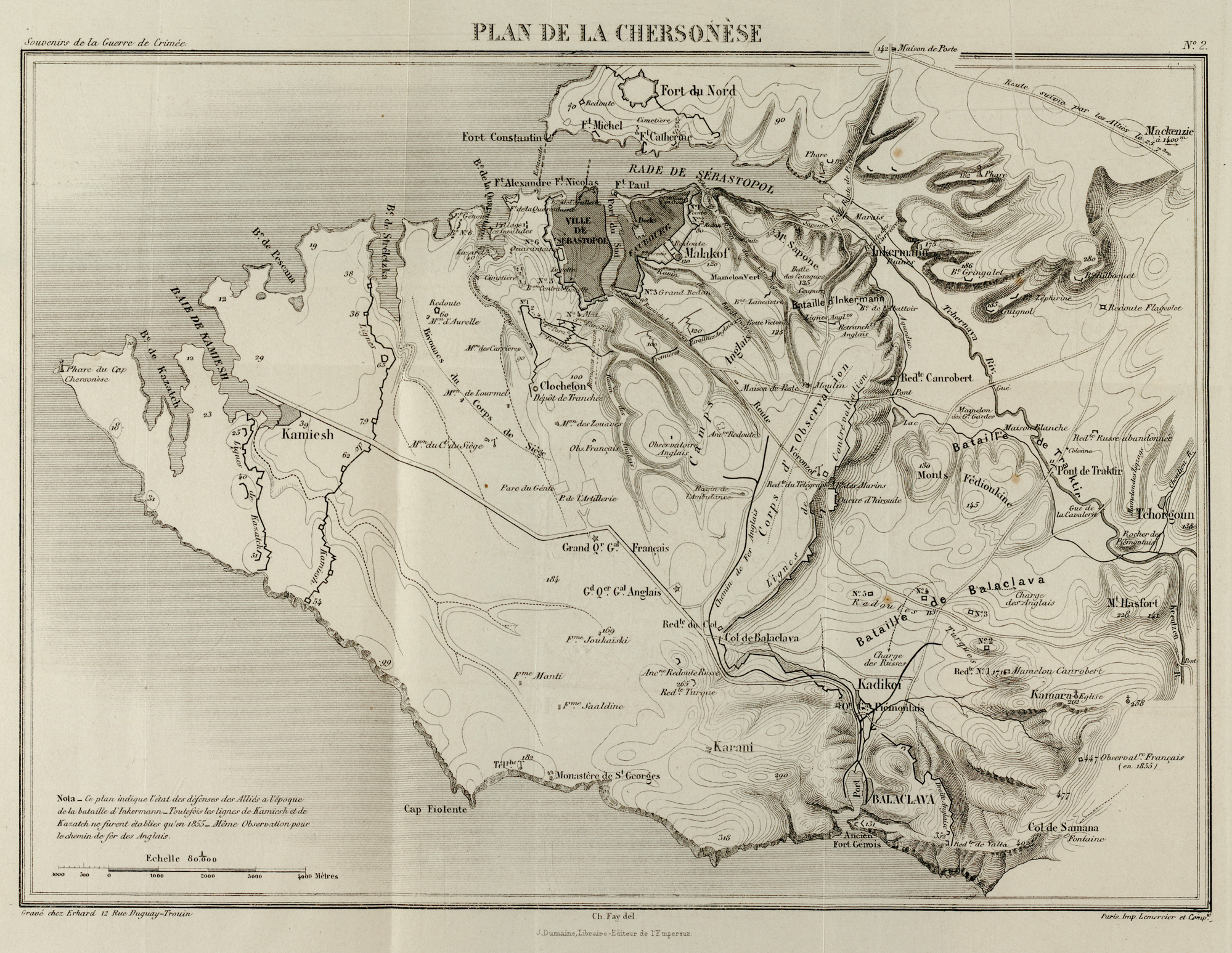
La ferrovia indicata come "Chemin de Fer Anglais" su una mappa dell'esercito francese contemporaneo

La Gran Bretagna e la Francia dichiararono guerra alla Russia il 28 marzo 1854 a sostegno dell'Impero ottomano. Alla fine dell'estate del 1854 gli inglesi, guidati da lord Raglan, con i loro alleati francesi e turchi decisero di porre sotto assedio il porto di Sebastopoli nel Mar Nero, tenuto dai russi, pensando che fosse la migliore strategia per forzare la fine della guerra di Crimea.
Dopo aver sbarcato le proprie forze a nord di Sebastopoli, gli inglesi stabilirono una base nello stretto porto di Balaclava, a circa 13 km a sud di Sebastopoli, nel settembre 1854. La maggior parte del territorio tra Balaclava e Sebastopoli era costituita da un altopiano a circa 180 metri sul livello del mare. Le città erano collegate da una strada che era poco più che un sentiero, che viaggiando verso nord, saliva leggermente verso il villaggio di Kadikoi a circa 2 km da Balaclava; in seguito svoltava a ovest, salendo ripidamente verso l'altopiano attraverso il valico di Balaclava. I francesi furono riforniti al porto di Kamiesč.
Durante la prima parte di ottobre, le truppe britanniche con i loro rifornimenti e l'artiglieria si fecero strada con difficoltà lungo la strada per prepararsi all'assedio. Quando furono tutti sul posto, ebbe inizio il primo bombardamento a partire dal 17 ottobre. Ci si aspettava che il bombardamento fosse efficace e che l'assedio fosse di breve durata e finisse sicuramente prima dell'inverno. Tuttavia, i russi fecero saltare in aria una delle polveriere francesi e i danni causati dalle cannonate britanniche furono presto riparati. Gli inglesi stavano esaurendo le munizioni e le provviste, l'inverno si avvicinava e con l'inizio del maltempo la strada divenne impraticabile. I rifornimenti militari continuavano ad arrivare nell'affollato porto di Balaclava, ma era impossibile trasportarli alle truppe assedianti che soffrivano sempre più di malattie, congelamento e malnutrizione. Anche le condizioni a Balaclava si stavano deteriorando.

## Verso una ferrovia

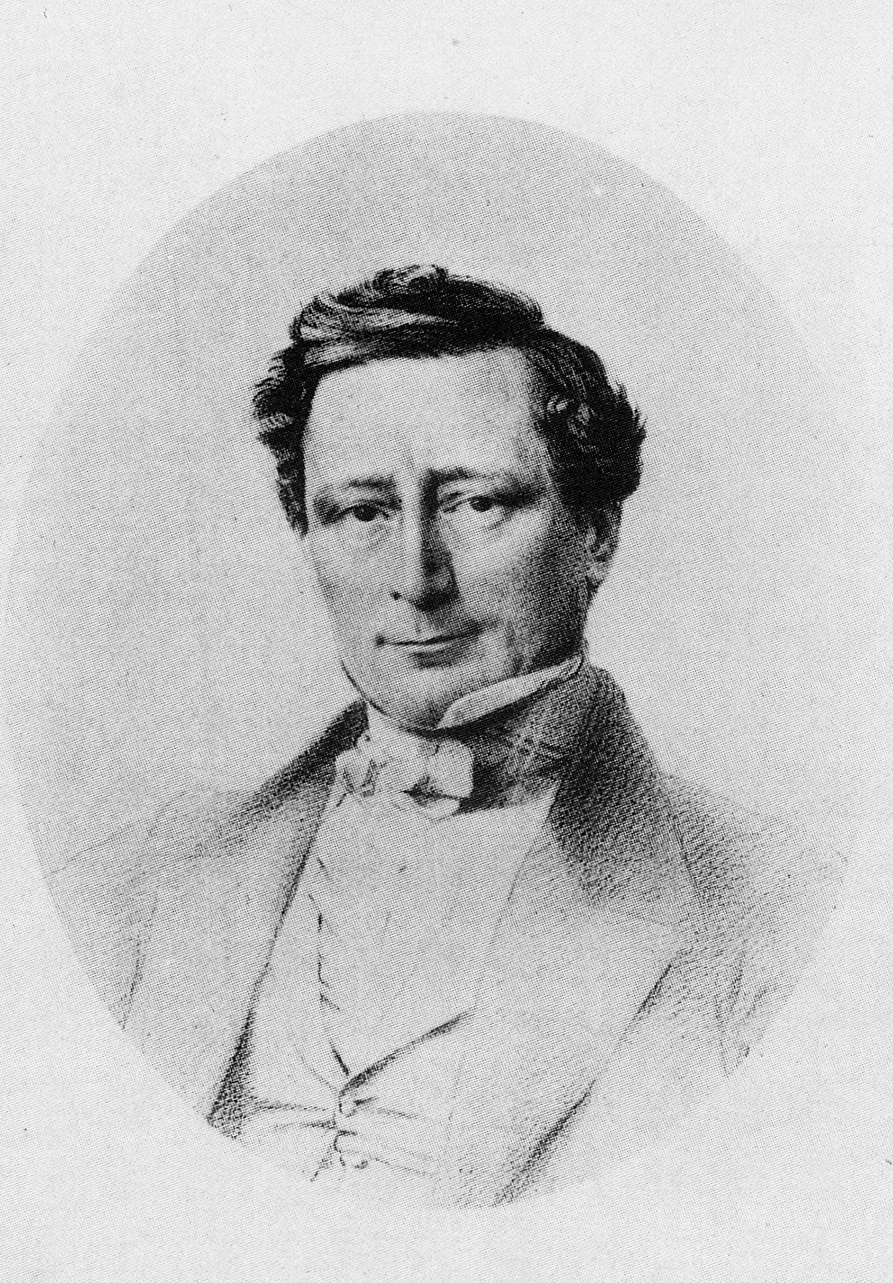
Samuel Morton Peto

La notizia di queste difficili condizioni giunse in Gran Bretagna grazie al giornalista William Howard Russell, corrispondente speciale del Times. dopo aver letto la notizia, Samuel Morton Peto, uno dei principali appaltatori ferroviari inglesi dell'epoca, si offrì con i suoi soci Edward Betts e Thomas Brassey di costruire al solo prezzo di costo, senza alcun contratto o guadagno, una ferrovia per il trasporto di forniture dal porto di Balaclava alle truppe assedianti fuori Sebastopoli. Promisero di costruire una ferrovia al lavoro tre settimane dopo l'atterraggio a Balaclava: l'offerta fu accettata e gli appaltatori iniziarono ad ottenere rifornimenti, acquistare o noleggiare navi e reclutare uomini, inclusi specialisti e marinai. La flotta salpò il 21 dicembre e arrivò all'inizio di febbraio del 1855.
Nel frattempo, James Beatty, che aveva svolto un ruolo importante nel lavorare con la partnership di Peto per costruire la Ferrovia europea e nordamericana, fu assunto come ingegnere capo. La linea fu supervisionata da Donald Campbell, che aveva anche lavorato alla Ferrovia europea e nordamericana: il primo compito di Campbell fu quello di creare un pontile al porto di Balaclava per poter scaricare i materiali ferroviari nel cantiere adiacente. Pianificò poi che la ferrovia passasse lungo il centro della strada principale della città. Quindi attraversò una gola a nord della città vicino alla costa e su un terreno paludoso fino al villaggio di Kadikoi; da qui, la ferrovia dovette salire di 150 metri d'altitudine per giungere in cima all'altopiano. Delle rotte disponibili, Campbell ha scelto di seguire la strada esistente. Sebbene a tratti il suo gradiente fosse ripido come 1 su 7, Campbell riuscì a trovare un percorso con un gradiente massimo di 1 su 14. Un motore fisso posizionato nella parte superiore di questo tratto si rese necessario per rimorchiare i vagoni ferroviari su per la salita. Una volta giunti sull'altopiano, il terreno era accidentato, ma abbastanza piano e quindi presentava meno problemi per completare la linea. Il quartier generale di Lord Raglan era in cima al valico di Balaclava, dove fu deciso di costruire un deposito.

## Costruzione

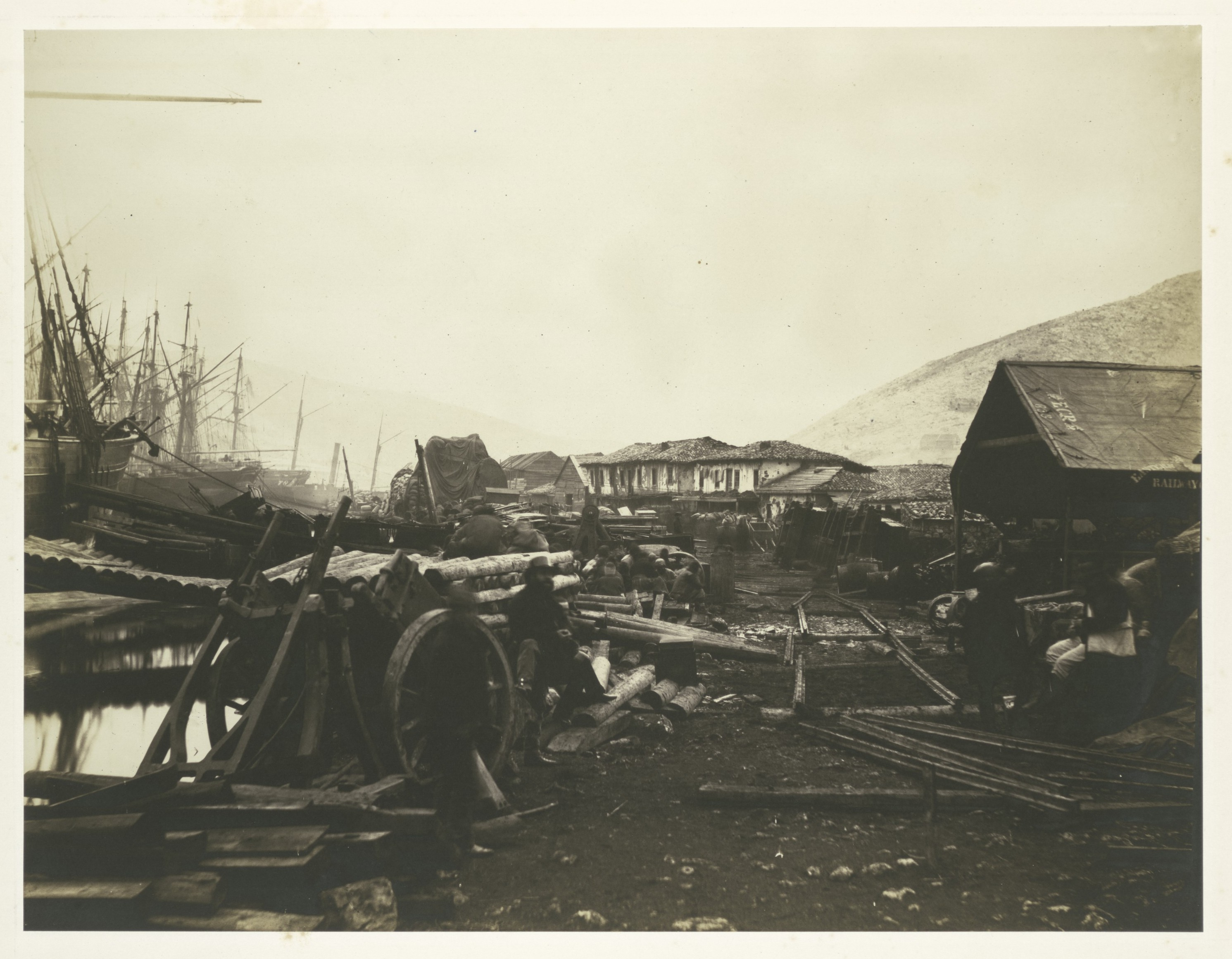
Sbarco del materiale ferroviario

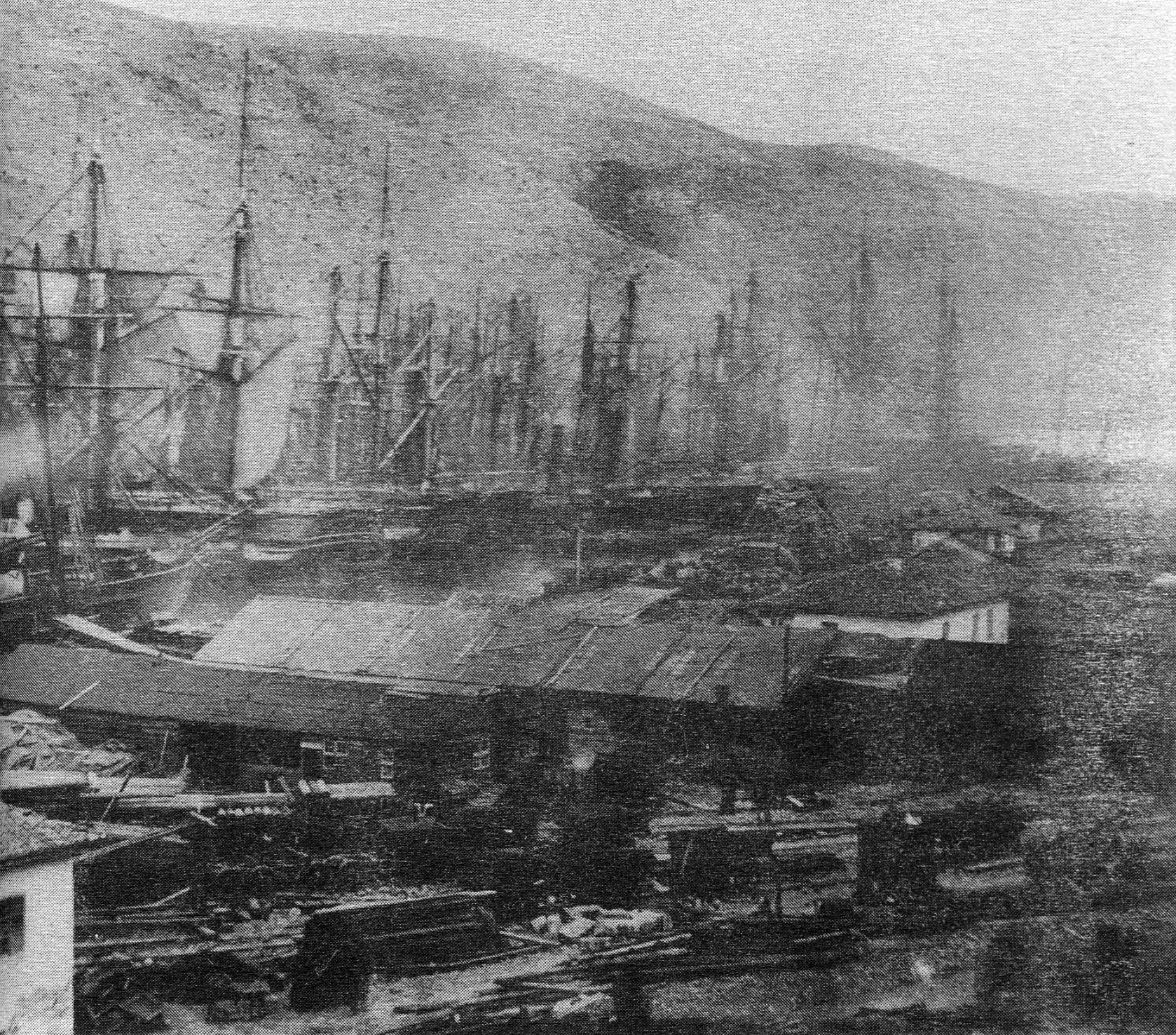
Materiale ferroviario a Balaclava (fotografia di Roger Fenton)

L'8 febbraio 1855, meno di una settimana dopo l'approdo in Crimea, gli operai iniziarono a posare le prime rotaie nella via principale di Balaclava. Fu fatto un assemblaggio di prova dei motori fissi (ne erano stati acquistati due, in caso di guasto di uno di essi) e il 10 febbraio vennero messi in moto. Entro il 13 febbraio, la ferrovia aveva raggiunto la lunghezza di 300 iarde (274 m) dalla città e il 19 giunse a Kadikoi. La linea entrò in esercizio il 23 febbraio quando le prime provviste furono trasportate da vagoni trainati da cavalli da Balaclava a Kadikoi. Ciò avvenne 15 giorni dopo l'inizio della posa delle prime rotaie e circa tre settimane dopo l'arrivo della flotta nel porto. Il cantiere ferroviario di Balaclava fu ampliato e furono costruiti alloggi per i lavoratori e per lo stoccaggio dei materiali. Il 26 marzo la linea era completa fino alla cima del valico e il primo carico fu portato al deposito della sede centrale. A questo punto, la linea era stata raddoppiata con due binari da Balaclava a Kadikol ed un fascio di binari fu costruito vicino al molo. In meno di sette settimane vennero posati 11 km di ferrovia.
Durante questo periodo era giunto sul posto il fotografo pioniere Roger Fenton, che documentò i progressi nella costruzione della ferrovia.
Il 2 aprile la ferrovia fu utilizzata per trasportare i malati e i feriti dall'altopiano fino a Balaclava: si ritiene che questo sia stato il primo treno-ospedale della storia. Durante questo periodo, il colonnello William McMurdo fu nominato responsabile di un nuovo dipartimento dell'esercito, il Corpo dei trasporti terrestri: arrivò in Crimea all'inizio di marzo e uno dei suoi compiti era quello di assumere il controllo della ferrovia dagli appaltatori. A Felix Wakefield fu assegnato il grado temporaneo di tenente colonnello e arrivò per prendere il comando del Corpo dei lavori dell'esercito impiegato nel progetto La linea fu infine consegnata da Peto, Brassey e Betts all'inizio di luglio.

## La guerra continua

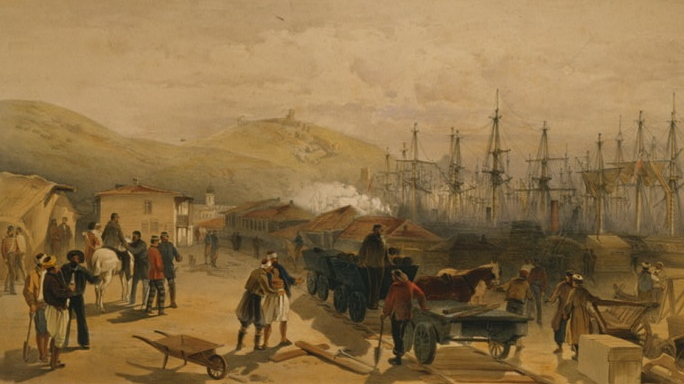
William Simpson, La ferrovia a Balaclava, verso sud

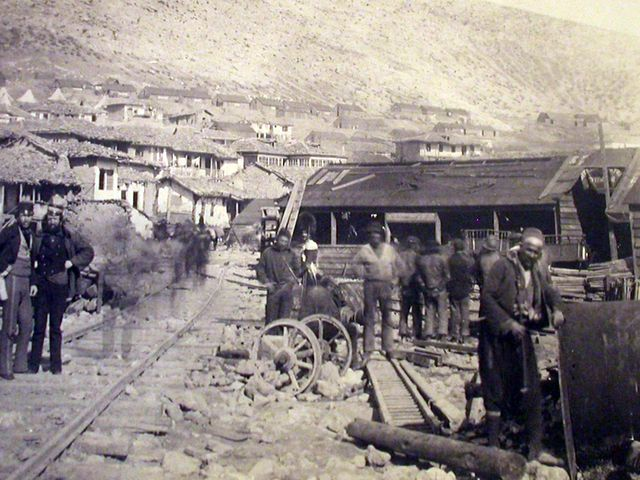
La ferrovia a Balaclava durante la guerra tra il 1855 e 1856

La presenza della ferrovia fece sì che rifornimenti e armamenti fossero trasportati sull'altopiano in quantità sufficiente da permetter agli alleati di riprendere il loro attacco. Il secondo bombardamento iniziò il 9 aprile e continuò per dieci giorni. Inizialmente, sembrò che fossero stati fatti pochi progressi perché i russi erano di nuovo in grado di riparare i danni causati e continuavano a ricevere rifornimenti da Sebastopoli a nord, ma in realtà avevano subito gravi perdite. Dopo un periodo di stallo, le forze alleate interruppero una delle principali linee di rifornimento russe a Kerč' il 24 maggio 1855.
L'aumento della fornitura di munizioni permise agli Alleati di lanciare il terzo bombardamento il 6 giugno: questo fu molto più intenso rispetto ai precedenti, seguito da un assalto il 7 e l'8, che ebbe un successo limitato. Altri rifornimenti furono portate dalla ferrovia e il quarto bombardamento ebbe luogo il 17 giugno. L'attacco successivo fu però gestito male, divenendo un fallimento.

## La fine dell'assedio
I russi subirono una significativa sconfitta nella battaglia della Cernaia il 16 agosto. Il quinto bombardamento ebbe luogo per cinque giorni a partire dal 17 con l'intenzione di distruggere quante più opere di difesa russe possibile. Il sesto bombardamento fu seguito da un riuscito attacco alleato l'8 settembre, portando a termine l'assedio due giorni dopo.
Durante l'estate, erano state condotte ulteriori indagini con l'intenzione di rifornire non solo le forze britanniche, ma anche i loro alleati francesi e sardi (il Regno di Sardegna si era infatti unito alla guerra verso la fine del 1854) via ferrovia da Balaclava. A quel tempo la telegrafia elettrica via cavo sottomarino fu usata per la prima volta in guerra, collegando la Crimea alla base degli alleati a Varna in Bulgaria.

## Locomotive e altre linee

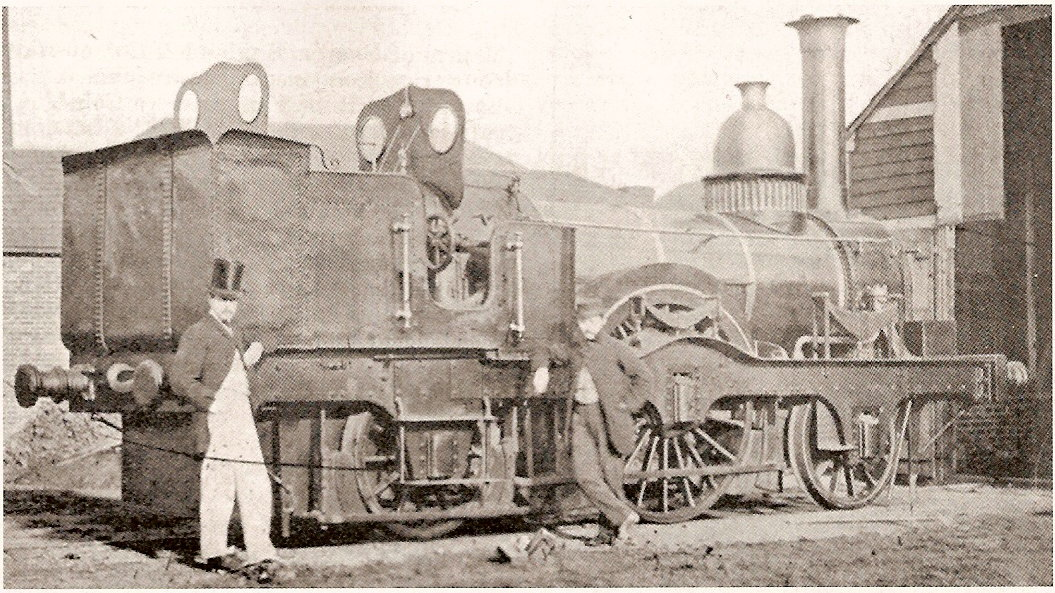
Locomotiva Sharp

Furono usate le locomotive, la prima in servizio dall'8 novembre, seppure ormai troppo tardi per influenzare l'esito dell'assedio. Le locomotive non erano però efficaci perché non potevano affrontare nemmeno il gradiente facile da Balaclava a Kadikoi con un carico più che leggero. È noto che siano arrivate cinque locomotive di seconda mano, acquistate dagli appaltatori da compagnie minerarie e ferroviarie in Inghilterra. Alliance e Victory erano due locotender rodiggio 0-6-0 costruite da EB Wilson & Co di Leeds nel 1854/5; due dalla London & North Western Railway, nn.13 e 50, erano locomotive per passeggeri Bury di tipo 2-2-0 costruiti da Benjamin Hick e Son of Bolton nel 1838 e nel 1840; la quinta locomotiva era Swan del St Helens Canal  Railway Co, ma i suoi dettagli rimangono oscuri.
James Beatty, ormai malato, lasciò la Crimea a novembre per tornare in Inghilterra, subentrando Donald Campbell. All'inizio di settembre, la fabbrica galleggiante di Sua Maestà Chasseur arrivò a Balaclava per fornire un servizio di ingegneria sotto la direzione di Robert Frazer. Arrivò anche un terzo motore fermo. A causa della fretta con cui era stata costruita la ferrovia, correva il pericolo di essere gravemente danneggiata dal tempo del prossimo inverno: William Doyne organizzò allora la costruzione di nuove linee di qualità superiore, sempre in breve tempo. Entro il 10 novembre, vennero posati 10 km di binario tra Balaclava e l'accampamento britannico. Anche le linee verso gli accampamenti sardo e francese stavano avanzando.

## Verso la fine della guerra
Durante il secondo inverno, le forniture trasportate dalla ferrovia erano diverse. L'assedio era terminato, il trasporto di munizioni era meno importante e le forniture riguardavano maggiormente la sistemazione e il comfort delle truppe. Questi includevano capanne per sostituire tende, vestiti, cibo, libri e forniture mediche. Anche il colonnello McMurdo lasciò la Crimea da malato il 1º dicembre, lasciando il controllo della ferrovia al colonnello Edward Wetherall. Dopo il completamento della diramazione sarda, la ferrovia aveva raggiunto il limite. Complessivamente, misurava circa 23 km, oltre ad alcuni altri chilometri di binari di raccordo e anelli.
Sebastopoli giaceva in rovina dopo la fine dell'assedio. Lo zar Nicola I morì il 2 marzo 1855 e i negoziati di pace furono aperti dal nuovo zar Alessandro II: le ostilità finirono tra gli alleati e i russi il 29 febbraio 1856 e il trattato di Parigi fu firmato il 30 marzo 1856. I russi vendettero la ferrovia ai turchi subito dopo la fine della guerra: le rotaie vennero poi sradicate e portate via, e la ferrovia cessò di esistere.

## Leggenda argentina
Una leggenda popolare afferma che due motori a vapore della Grande ferrovia centrale crimeana abbiano avuto una nuova vita sulla ferrovia occidentale di Buenos Ayres appena iniziata in Argentina. Secondo tale leggenda, questo sarebbe il motivo per cui molte ferrovie in Argentina furono costruite con lo scartamento di 1676 mm, presumibilmente scelto dai costruttori della Grande Ferrovia Centrale della Crimea in quanto consentiva loro di requisire per l'uso in motori e materiale rotabile disponibili in Crimea che erano già stati costruiti per le linee in India. Ricerche compiute negli anni 1950 tuttavia hanno dimostrato che questa storia è insostenibile: le fonti storiche mostrano infatti che la ferrovia della Crimea era a scartamento normale, nonostante le voci successive che fosse a scartamento irlandese a 5'3'' o 1,676 mm, mentre le vicine ferrovie di Cile e Paraguay avevano già adottato uno scartamento da 5'6''. Il numero di opere dei due motori a vapore argentini, nº 1 "La Porteña" (in mostra al Museo dei trasporti provinciali di Luján) e nº 2 "La Argentina", mostra che hanno lasciato il produttore EB Wilson e la compagnia di Leeds nel 1856, quindi quando la demolizione della ferrovia della Crimea era già iniziata. Le loro dimensioni e caratteristiche sarebbero state inadatte ai ripidi pendii di Balaclava e considerazioni tecniche avrebbero impedito la loro conversione da scartamento normale a scartamento largo.
D'altra parte, i rapporti contemporanei affermano che i motori della GCCR sono andati in Argentina; vedi per esempio Richard Francis Burton che menziona nelle sue Lettere dai campi di battaglia del Paraguay (1870) che il treno nel quale ha viaggiato è stato trainato da un "piccolo motore asmatico", che dopo aver scontato il suo tempo sulla linea Balaclava, ed essendo stato condannato come inutile a Buenos Aires, era stato spedito in Paraguay".

### Annotazioni
1. ↑  La rotta degli alleati verso sud è mostrata come Route suivie par les Allies le 25 7bre nell'angolo nordorientale della mappa militare francese allegata (a destra).

### Fonti
1. ↑   Copia archiviata. URL consultato il 10 giugno 2020 (archiviato dall'url originale il 30 settembre 2007).
2. 1 2 3 4 5 6 7 8 9 10 11 12 13 14 15 16 17 18 19 20 21 22 23 24 25 26 27 28 29 30 31  Cooke, 1990.
3. ↑   Phillip Mennel, en.wikisource.org, Hutchinson, 1892,  https://en.wikisource.org/wiki/The_Dictionary_of_Australasian_Biography/Wakefield,_Felix.
4. ↑   Copia archiviata. URL consultato il 10 giugno 2020 (archiviato dall'url originale il 30 settembre 2007).
5. 1 2  Cooke, 1997.
6. ↑   Copia archiviata. URL consultato il 10 giugno 2020 (archiviato dall'url originale il 30 settembre 2007).
7. ↑   The Railway Magazine, vol. 128, IPC Business Press, 1982,  p. 33.
8. ↑   Centenary of the Argentine Railways, in The Railway Gazette, 30 agosto 1957,  p. 236.
9. ↑   The Argentine Railway Gauge, in The Railway Gazette, 20 settembre 1957,  p. 327.
10. ↑   H R Stones, The first railway in Argentina, in The British Overseas Railways Journal, n. 28, Summer 2007,  p. 55.
11. ↑  (EN) Burton, Richard Francis, Sir, 1821-1890, Letters from the battle-fields of Paraguay, Londra, Tinsley Brothers, 1870.
12. ↑  Burton, p. 460.